# 小海站

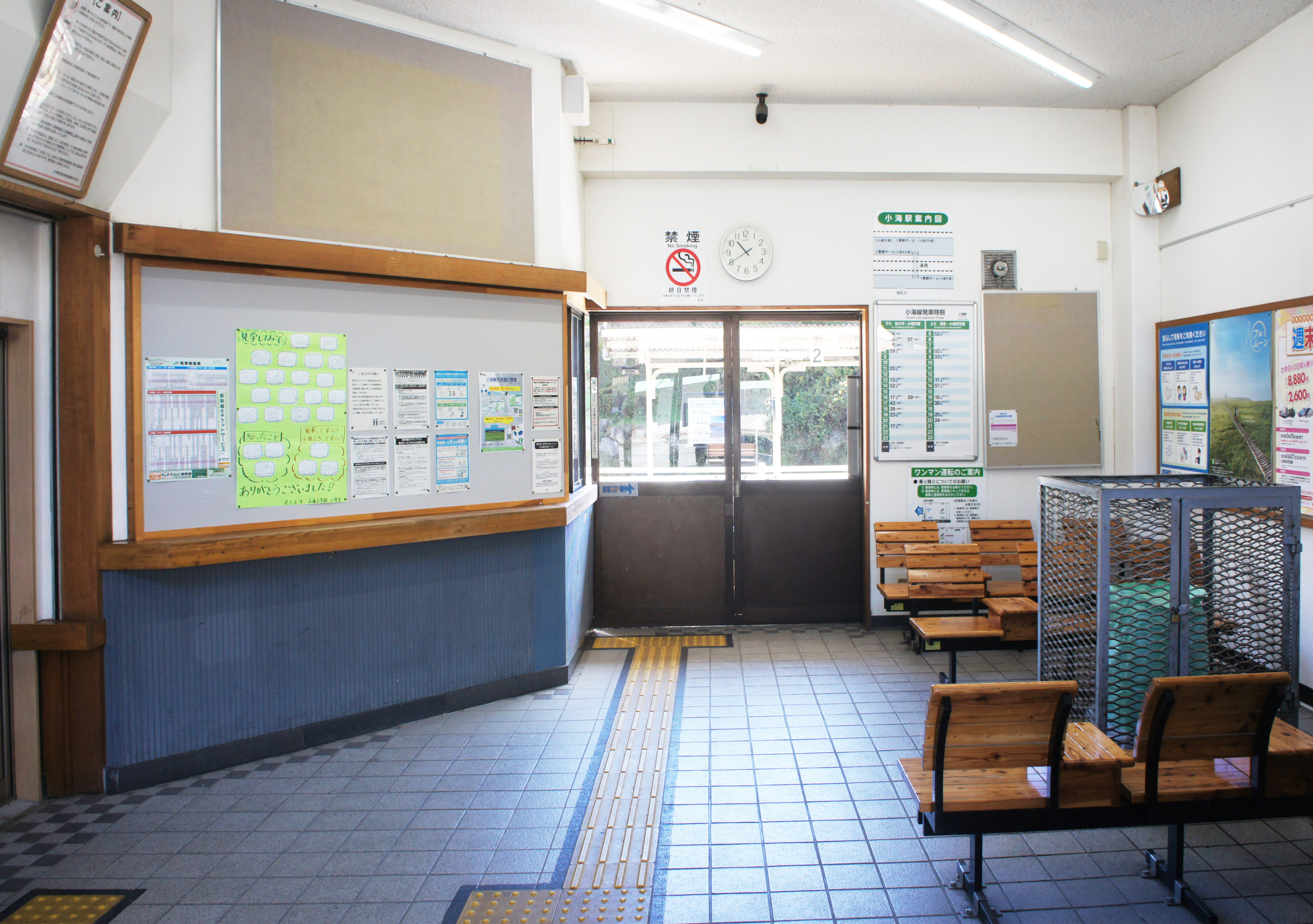
驗票口 (2021年10月)

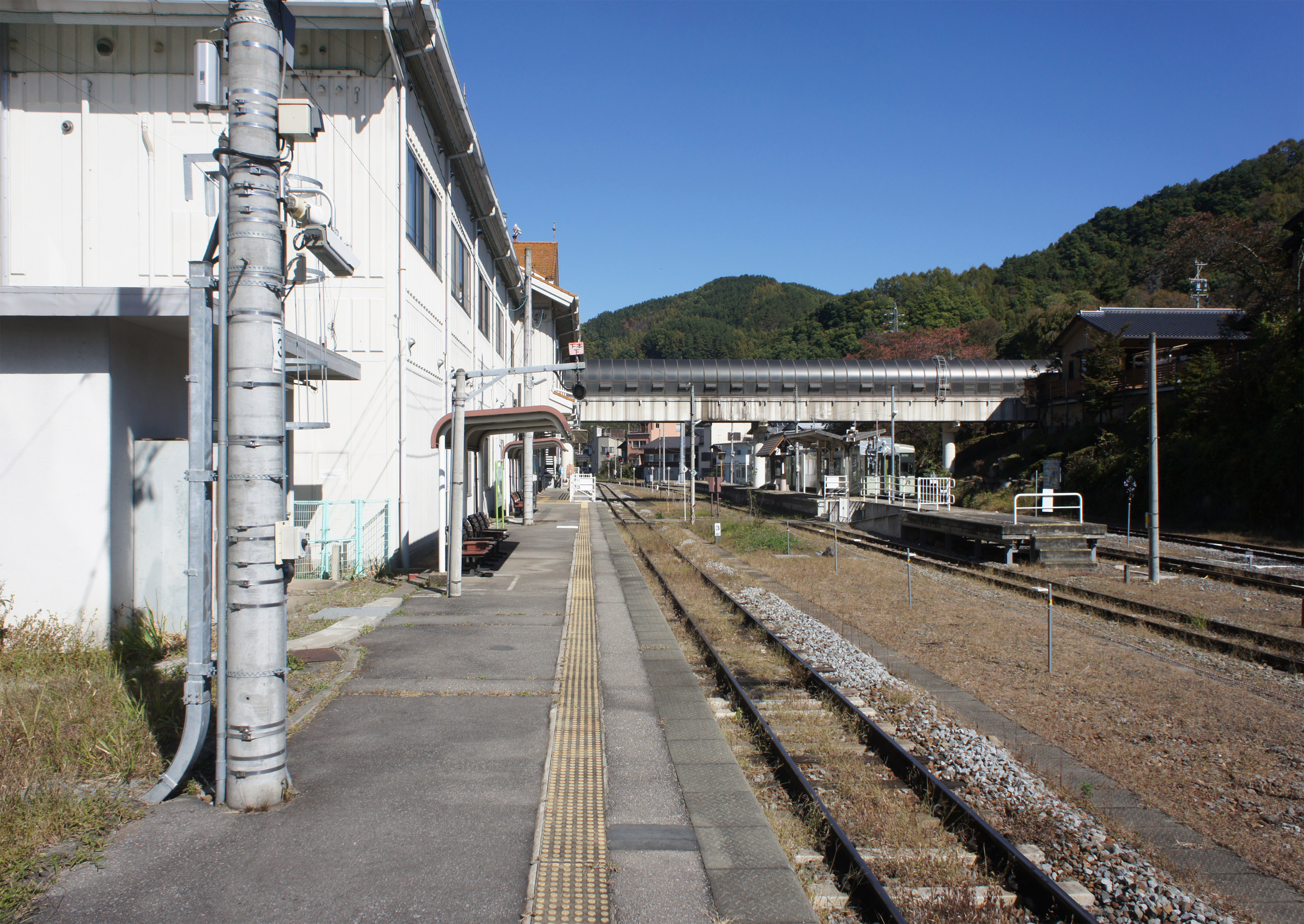
月台 (2021年10月)

小海站（日语：／ Koumi eki */?）是位於長野縣南佐久郡小海町，屬於東日本旅客鐵道（JR東日本）的小海線車站。

## 歷史
- 1919年（大正8年）3月11日：佐久鐵道 羽黑下站至此站之間開通，此站啟用[2]。為旅客和貨物車站。
- 1932年（昭和7年）12月27日：國鐵小海線 此站至佐久海之口站之間開通[3]。
- 1933年（昭和8年）7月27日：隨小海南線開通，小海線改名為小海北線。
- 1934年（昭和9年）9月1日：佐久鐵道被國有化，成為國鐵車站[4]，整段佐久鐵道編入至小海北線路段。
- 1935年（昭和10年）11月29日：隨著清里站至信濃川上站之間開通，小海北線和小海南線合併成為小海線。
- 1982年（昭和57年）10月31日：終止貨物起卸業務[5]。
- 1987年（昭和62年）
  - 4月1日：伴隨國鐵分割民營化，車站由東日本旅客鐵道（JR東日本）營運[5]。
  - 日期不詳：駅舎改築[1]。
- 2018年（平成30年）9月30日：當日起綠色窗口結業[6]。

## 車站構造

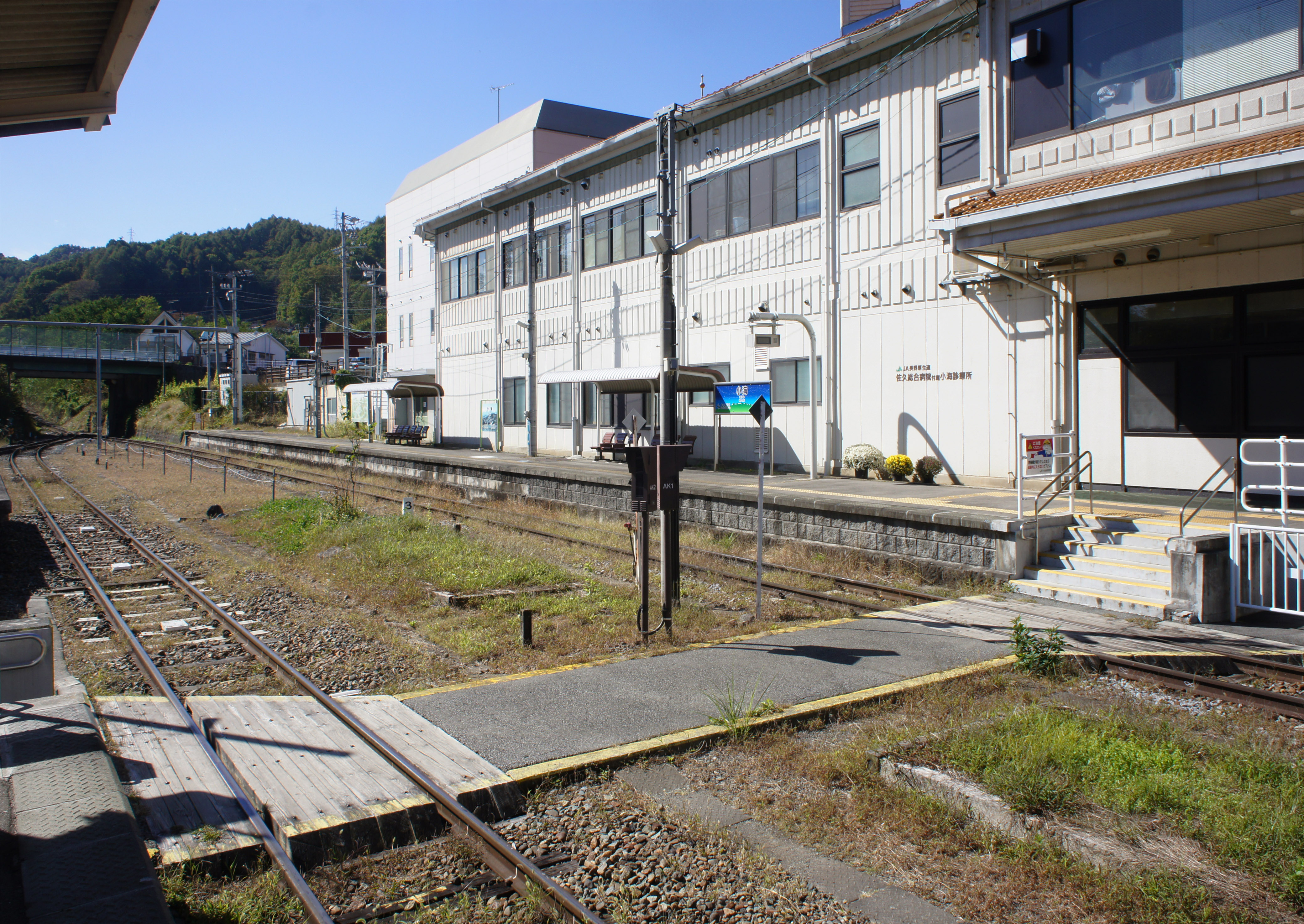
平交道 (2021年10月)

本站是地面車站，設有1面1線單式月台和1面2線的島式月台，共有2面3線的月台。各月台之間透過站內平交道連接。此站是小海線的運行據點之一，因此設有從此站出發或為終點站的列車。
站內設有JA長野八岳分所、佐久綜合醫院小海診所和Arles購物中心。本站的站房在1987年重建，為一座西式風格建築物，並設有大時鐘。

### 月台
| 月台 | 路線    | 上下行 | 方向             | 備註                 |
| ---- | ------- | ------ | ---------------- | -------------------- |
| 1    | ■小海線 | 下行   | 佐久平、小諸方向 |                      |
| 2    | ■小海線 | 上行   | 清里、小淵澤方向 |                      |
| 3    | ■小海線 | 下行   | 佐久平、小諸方向 | 從此站出發的列車使用 |
| 3    | ■小海線 | 上行   | 清里、小淵澤方向 | 從此站出發的列車使用 |

## 使用狀況
根據「JR東日本」資料，在2019年度（令和元年度）的1日平均乘車人次為165人。
以下為近年乘車人次變化：
| 乘車人次變化       | 乘車人次變化     | 乘車人次變化    |
| 年度               | 1日平均 乘車人次 | 參考資料        |
| ------------------ | ---------------- | --------------- |
| 2000年（平成12年） | 323              | [ 利用客数 2 ]  |
| 2001年（平成13年） | 306              | [ 利用客数 3 ]  |
| 2002年（平成14年） | 295              | [ 利用客数 4 ]  |
| 2003年（平成15年） | 292              | [ 利用客数 5 ]  |
| 2004年（平成16年） | 278              | [ 利用客数 6 ]  |
| 2005年（平成17年） | 277              | [ 利用客数 7 ]  |
| 2006年（平成18年） | 270              | [ 利用客数 8 ]  |
| 2007年（平成19年） | 272              | [ 利用客数 9 ]  |
| 2008年（平成20年） | 257              | [ 利用客数 10 ] |
| 2009年（平成21年） | 237              | [ 利用客数 11 ] |
| 2010年（平成22年） | 235              | [ 利用客数 12 ] |
| 2011年（平成23年） | 229              | [ 利用客数 13 ] |
| 2012年（平成24年） | 208              | [ 利用客数 14 ] |
| 2013年（平成25年） | 212              | [ 利用客数 15 ] |
| 2014年（平成26年） | 203              | [ 利用客数 16 ] |
| 2015年（平成27年） | 199              | [ 利用客数 17 ] |
| 2016年（平成28年） | 187              | [ 利用客数 18 ] |
| 2017年（平成29年） | 187              | [ 利用客数 19 ] |
| 2018年（平成30年） | 186              | [ 利用客数 20 ] |
| 2019年（令和元年） | 165              | [ 利用客数 1 ]  |

## 車站周邊
- 千曲川
- 小海町公所[1]
- 組合立小海中學
- 長野縣厚生連佐久綜合醫院（日语：佐久総合病院）小海分院[1]
- 國道141號（日语：国道141号）

## 巴士路線
在車站大樓前的迴旋路內設有以下町村營巴士駛入。
- 南相木村營巴士
- 小海町營巴士
- 北相木村營巴士

## 相鄰車站
東日本旅客鐵道（JR東日本）
■小海線
松原湖－小海－馬流

## 注腳

### 使用狀況
1. 1 2  各駅の乗車人員（2019年度） （页面存档备份，存于）（日語） 東日本旅客鐵道
2. ↑  各駅の乗車人員（2000年度） （页面存档备份，存于）（日語） 東日本旅客鐵道
3. ↑  各駅の乗車人員（2001年度） （页面存档备份，存于）（日語） 東日本旅客鐵道
4. ↑  各駅の乗車人員（2002年度） （页面存档备份，存于）（日語） 東日本旅客鐵道
5. ↑  各駅の乗車人員（2003年度） （页面存档备份，存于）（日語） 東日本旅客鐵道
6. ↑  各駅の乗車人員（2004年度） （页面存档备份，存于）（日語） 東日本旅客鐵道
7. ↑  各駅の乗車人員（2005年度） （页面存档备份，存于）（日語） 東日本旅客鐵道
8. ↑  各駅の乗車人員（2006年度） （页面存档备份，存于）（日語） 東日本旅客鐵道
9. ↑  各駅の乗車人員（2007年度） （页面存档备份，存于）（日語） 東日本旅客鐵道
10. ↑  各駅の乗車人員（2008年度） （页面存档备份，存于）（日語） 東日本旅客鐵道
11. ↑  各駅の乗車人員（2009年度） （页面存档备份，存于）（日語） 東日本旅客鐵道
12. ↑  各駅の乗車人員（2010年度） （页面存档备份，存于）（日語） 東日本旅客鐵道
13. ↑  各駅の乗車人員（2011年度） （页面存档备份，存于）（日語） 東日本旅客鐵道
14. ↑  各駅の乗車人員（2012年度） （页面存档备份，存于）（日語） 東日本旅客鐵道
15. ↑  各駅の乗車人員（2013年度） （页面存档备份，存于）（日語） 東日本旅客鐵道
16. ↑  各駅の乗車人員（2014年度） （页面存档备份，存于）（日語） 東日本旅客鐵道
17. ↑  各駅の乗車人員（2015年度） （页面存档备份，存于）（日語） 東日本旅客鐵道
18. ↑  各駅の乗車人員（2016年度） （页面存档备份，存于）（日語） 東日本旅客鐵道
19. ↑  各駅の乗車人員（2017年度） （页面存档备份，存于）（日語） 東日本旅客鐵道
20. ↑  各駅の乗車人員（2018年度） （页面存档备份，存于）（日語） 東日本旅客鐵道

## 外部連結
- 車站資訊（小海）：東日本旅客鐵道（日語）